# Gerichtsamt Zwenkau
Das Gerichtsamt Zwenkau war in den Jahren zwischen 1856 und 1874 die unterste Verwaltungseinheit und von 1856 bis 1879 nach der Abschaffung der Patrimonialgesetzgebung im Königreich Sachsen Eingangsgericht. Es hatte seinen Amtssitz in der Stadt Zwenkau.

## Geschichte
Nach dem Tod des Königs Friedrich August II. von Sachsen wurde unter dessen Nachfolger König Johann nach dem Vorbild anderer Staaten des Deutschen Bundes die Abschaffung der Patrimonialgesetzgebung verordnet. An die Stelle der bisher im Königreich Sachsen in Stadt und Land vorhandenen Gerichte der untersten Instanz traten die zentral gelegenen Bezirksgerichte und Gerichtsämter in nahezu allen größeren Städten. Die Details der Verwaltungsreform regelte das sächsische Gerichtsverfassungsgesetz vom 11. August 1855 und die Verordnung über die Bildung der Gerichtsbezirke vom 2. September 1856.
Stichtag für das Inkrafttreten der neuen Behördenstruktur im Königreich Sachsen war der 1. Oktober 1856. Das neugebildete Gerichtsamt Zwenkau unterstand dem Bezirksgericht Borna. Zuvor hatte es bereits seit dem 13. Jahrhundert ein Amt Zwenkau gegeben. 1655 wurde es Teil des Amtes Lützen. Nach Beschlüssen des Wiener Kongresses 1815 wurde das Lützener Amt in ein preußisches und ein sächsisches Gebiet aufgeteilt. Die Gegend um Zwenkau verblieb dabei beim Königreich Sachsen. 1819 wurde das vormalige Amt Zwenkau aufgelöst und dem Amt Pegau angegliedert.
Der Sprengel des Gerichtsamt Zwenkau umfasste folgende Ortschaften:
| - Zwenkau - Böhlen - Bösdorf - Debitzdeuben - Döhlen - Eythra - Gaschwitz - Großdalzig - Großdeuben | - Großstädteln - Imnitz - Kleindalzig - Kleinstädteln - Kleinstorkwitz - Kotzschbar - Löbschütz - Mausitz - Probstdeuben (Kleindeuben) | - Peres - Prödel - Pulgar - Rüssen - Stöhna - Tellschütz - Zeschwitz - Zöbigker - Zwenkauer Forstrevier |

Die Zivil- und Kriminalgerichtsbarkeit im Weichbild der Stadt wurde in allen ihren Zweigen vom Gerichtsamt Zwenkau verwaltet. Die Polizei und die Polizeigerichtsbarkeit aber stand, mit Ausnahme des Pass- und Fremdenwesens, welches auch das Gerichtsamt Zwenkau verwaltete, dem Bürgermeister und städtischem Rat zu, dem somit die gesamte Wohlfahrts-, Sicherheits-, Gewerbe- und Gesindepolizei  sowie das Innungswesen unterstand.
Nach der Neustrukturierung der Gerichtsorganisation gemäß dem Gesetz über die Organisation der Behörden für die innere Verwaltung vom 21. April 1873 gingen die Verwaltungsbefugnisse der Gerichtsämter 1874 auf die umgestalteten bzw. neu gebildeten Amtshauptmannschaften über.
Seitdem das bisherige königliche Gericht als königliches Gerichtsamt bezeichnet wurde, führte sein Vorstand den Titel Gerichtshauptmann.
Das Gerichtsamt Zwenkau wurde im Zuge der Neustrukturierung der sächsischen Gerichtsorganisation gemäß dem Gesetz über die Organisation der Behörden für die innere Verwaltung vom 21. April 1873 in die im Jahre 1874 neugeschaffene Amtshauptmannschaft Leipzig mit Sitz in der Messestadt Leipzig integriert.
Das Gerichtsamt Zwenkau wurde 1879 auf Grund des Gesetzes über die Bestimmungen zur Ausführung des Gerichtsverfassungsgesetzes im Deutschen Reich vom 27. Januar 1877 und des Gesetzes über die Zuständigkeit der Gerichte in Sachen der nichtstreitigen Gerichtsbarkeit vom 1. März 1879 durch das neu gegründete Amtsgericht Zwenkau abgelöst.

## Schriftliche Überlieferung
Die Archivalien des Gerichtsamts Zwenkau werden als Bestand 278361 Gerichtsamt Zwenkau heute im Sächsischen Staatsarchiv – Staatsarchiv Leipzig verwaltet. Dieser Bestand umfasst 5,2 laufende Meter Archivgut aus den Jahren 1813 bis 1879.

## Richter
Die Leiter des Gerichtsamts trugen den Titel Gerichtsamtmann. Dies waren:
- 1856–1868: Carl Friedrich Traugott Siegert (vorher Justitiar beim Kgl. Ger. Zwenkau)
- 1868–1879: Ernst Hermann Otto (vorher GerAM beim Gerichtsamt Lauenstein)

## Weblink
- Eintrag zum Gerichtsamt Zwenkau im Digitalen historischen Ortsverzeichnis von Sachsen